# Wiesław Jakóbiec
Wiesław Wojciech Jakóbiec (ur. 1926, zm. 1988) – polski naukowiec ekonomista, twórca metodyki diagnozy organizacji przedsiębiorstw, nauczyciel szkolny i akademicki.

## Życiorys
Urodzony w rodzinie wojskowej, szkołę powszechną ukończył w 1939 r., dalszą naukę kontynuował na tajnych kompletach, maturę zdał w 1945 r. w Zakładach Naukowych Marii Gajl (obecnie Liceum im. Dionizego Czachowskiego) w Radomiu. W 1950 r. ukończył studia w Akademii Handlowej w Krakowie.
W czasie II wojny uczestnik Ruchu Oporu w Szarych Szeregach ZWZ-AK, a następnie kolejno 72 Radomski pp AK oraz 6 kompania 2 pp AK. Uczestnik wielu operacji przeciwko Niemcom. W latach 1954-56 prześladowany za przynależność do AK.
Po studiach pracował jako organizator w zakładach przemysłowych w Radomiu, Darłowie, Pionkach, Łodzi oraz Warszawie. Równolegle uczył kolejno w Technikum Ekonomicznym i Wieczorowej Szkole Inżynierskiej w Radomiu. Od połowy lat 60. związał się na stałe z Centralnym Ośrodkiem Doskonalenia Kadr Kierowniczych (późniejszy Instytut Administracji i Zarządzania). 
Doktorat Metodyka badania i usprawniania organizacji pracy zespołowej pod kierunkiem prof. dra hab. J. Trzcienieckiego. Staże m.in. w Oxford (1972), London Business School (1973), Center for Education in International Management w Genewie (1975). Badania porównawcze ośrodków doradztwa organizacyjnego w Szwecji, Norwegii, Jugosławii. Gościnnie wykładał w Wyższej Szkole Ekonomicznej w Krakowie (1965-72), Wydziale Transportu Politechniki Warszawskiej (1975-76), Uniwersytecie Warszawskim (1976-77), Instytucie Orgmasz (1987-88).
Główne dokonania naukowe to: autorska klasyfikacja metod organizatorskich, autorski model kwalifikacji organizatora, autorska metodyka diagnozy organizacji przedsiębiorstwa (bliska współczesnej analizie strategicznej).

## Stanowiska
Kierownik Zakładu Metod i Technik Zarządzania w Instytucie Administracji i Zarządzania w Warszawie.

## Członkostwa
- członek Rady Naukowej Zakładu Metod i Technik Zarządzania w Instytucie Administracji i Zarządzania w Warszawie.
- SIMP (od 1977 rzeczoznawca z zakresu organizacji i zarządzania)
- TNOiK (od 1983 rzeczoznawca)

## Ważne publikacje
- W. Jakóbiec, Harcerze w ruchu oporu, „Więź” 1968 nr 7-8
- W. Jakóbiec, Służba organizatorska w przedsiębiorstwie, IWZZ Warszawa 1982
- W. Jakóbiec, Metodyka diagnozy organizacji przedsiębiorstwa przemysłowego, IWZZ Warszawa 1987
- Z. Martyniak, „Wiesław Wojciech Jakóbiec (1926-1988)”, „Przegląd Organizacji” 1988 nr 11
- I. Szukalski, „Wiesław Jakóbiec ps. „Juhas” (1926-1988)”„”, [w:] Znani i nieznani Ziemi Radomskiej, t. III WBP Radom 1990
- J. Czekaj, Z. Martyniak, „Wiesław Wojciech Jakóbiec jako teoretyk i praktyk doradztwa organizacyjnego”, „Organizacja i Kierowanie” 1996 nr 2